# Taxat-Senat
Taxat-Senat è un comune francese di 211 abitanti situato nel dipartimento dell'Allier della regione dell'Alvernia-Rodano-Alpi.

## Storia

### Simboli
La mucca simbolizza l'allevamento e il covone l'agricoltura; le campane rappresentano le due chiese del comune.

## Società

### Evoluzione demografica
Abitanti censiti